# 李小婉
李小婉（1955年—），中国大陆影视制作人、经纪人、影视公司荣信达创始人。

## 生平

### 早年经历
1955年，李小婉出生于北京。李小婉祖籍江西上饶，父亲是北京电影制片厂的制片主任，母亲是该厂的导演。李小婉从小在北京电影制片厂的院子里长大，上幼儿园时便曾在几部影片中扮演过小角色。受家庭影响，李小婉自幼便与中国大陆第一代电影人相熟，如于洋、赵连、张平、谢芳、郭振清和黄健中等。
1971年12月26日，16岁的李小婉从北京师范大学第二附属中学毕业，被分配到北京新华印刷厂当工人。李小婉在印刷厂铅字车间做印刷工人学徒三年，受到师傅和工段长、车间主任的高度评价，曾担任读报员、工会委员，并加入共产主义青年团。1974年，18岁的李小婉因工作表现优异被选为工农兵学员，到北京大学哲学系进修两年。1976年，进修完成返回新华印刷厂。

### 进入影视业
1977年，北京电影制片厂到印刷厂为一部红军题材电影选演员，李小婉选上后随剧组到贵州布依族山区体验生活。期间，李小婉收到崔嵬的两封信，信中崔嵬对作为第二代电影人的李小婉提出很多要求。电影拍完后，李小婉到医院探望崔嵬，并汇报了自己的工作。1978年，恢复统一高考，22岁的李小婉报考北京电影学院表演系，尽管通过了最初的选拔，但学校最终因教学器材、师资力量不够，决定减掉6名学员，李小婉因年龄大被淘汰。其后，李小婉倍感打击，曾躲在家里不愿出门，陈怀皑导演找到她，让她当自己的助手，李小婉才重新来到北京电影制片厂工作。随后，李小婉到电影《小花》剧组担任场记，并从此转向影视幕后工作。1979年至1981年间，曾在中国电影局剧本委员会编审。李小婉从场记开始，一步步一直干到副导演。
1990年，回国的导演宁瀛与李小婉合作电影《有人偏偏爱上我》，在工作结束后对李小婉说起她的工作相比副导演更像是制片人，并送给李小婉一本《美国制片人手册》，这是李小婉了解制片人的开始。1990年，导演室主任给李小婉三部戏让其选择，李小婉选择了儿时便认识的李少红导演的《血色清晨》，这是两人的第一次合作。1991年冬，李小婉在《过年》剧组担任执行导演，曾随剧组到吉林长白山拍摄3个月。

### 成立荣信达后
1995年，北京电影制片厂解散，李小婉与李少红创立荣信达影视艺术有限公司。公司成立后，首先拍摄了电视剧《雷雨》，合作演员有归亚蕾、鲍方、王姬、赵文瑄等。李小婉负责为《雷雨》筹集资金，几经挫折后与国际电影公司签订投资协议，该剧方得以拍摄。此后，李小婉、李少红和归亚蕾曾多次合作，成为被外界誉为“铁三角”的精品团队。1997年，李小婉担任电影《红西服》的监制。1998年5月，《红西服》获得1997年度中国电影华表奖“优秀故事片”奖，李小婉因此获得一笔奖金。
1999年，李小婉和李少红筹拍电视剧《大明宫词》，认识了随男友贾宏声到剧组试镜的周迅，尽管贾宏声后来因故未能参演，但周迅在《大明宫词》中的表现给李少红不错的印象。拍摄完成后，周迅成为荣信达的签约艺人，2006年初離開。2000年，陈坤与荣信达公司签约，2010年約滿。荣信达出身的藝人還包括杨幂、唐一菲、张檬、江铠同、杨洋、蒋梦婕、徐海乔等。
2001年，李小婉担任电影《恋爱中的宝贝》制片人。2005年，与谭湘江共同担任制片人的剧情片《生死劫》获得2005年美国翠贝卡国际电影节“最佳故事片奖”。

## 家庭
1980年，李小婉的儿子林申（現名林雨申）出生。1984年，李小婉离婚，儿子抚养权归她，但因工作忙，林申主要由外公外婆照顾。

## 作品

### 电影
电影代表作包括《恋爱中的宝贝》、《拉贝日记》、《小城之春》等。
| 上映时间 | 电影名称     | 担任职务        | 其他说明                                 | 信息来源     |
| -------- | ------------ | --------------- | ---------------------------------------- | ------------ |
| 1997年   | 红西服       | 执行导演/制片人 | 1998年获中国电影华表奖 “最佳影片奖”      | [ 5 ]        |
| 2002年   | 小城之春     | 制片人          | 获2002年威尼斯电影节圣马可“优秀影片奖”   | [ 5 ]        |
| 2004年   | 恋爱中的宝贝 | 制片人          | 获2004年中国大学生电影节“艺术创新奖”     | [ 12 ] [ 5 ] |
| 2005年   | 生死劫       | 制片人          | 获2005年美国翠贝卡国际电影节最佳故事片奖 | [ 5 ]        |
| 2009年   | 拉贝日记     | 执行制片人      | 中德合拍                                 | [ 15 ]       |

### 电视剧
电视剧代表作包括《长相守》、《卧底归来》、《花开半夏》、新《红楼梦》、《橘子红了》、《人间四月天》、《大明宫词》、《雷雨》等。
| 首播年份 | 电视剧名称 | 职务            | 其他说明                                                                 | 信息来源 |
| -------- | ---------- | --------------- | ------------------------------------------------------------------------ | -------- |
| 1993年   | 猴娃       | 导演/制片人     | 获第12届中国电视金鹰奖“最佳电视剧奖”、第14届中国电视飞天奖“最佳电视剧奖” | [ 5 ]    |
| 1996年   | 雷雨       | 执行导演/制片人 |                                                                          | [ 5 ]    |
| 1999年   | 大明宫词   | 制片人          | 获第18届中国电视金鹰奖“最佳电视剧奖”、第21届中国电视飞天奖“最佳电视剧奖” | [ 5 ]    |
| 2000年   | 人间四月天 | 制片人          | 获第29届国际艾美奖“最佳电视剧”提名                                       | [ 5 ]    |
| 2000年   | 橘子红了   | 制片人          |                                                                          | [ 5 ]    |
| 2002年   | 买办之家   | 制片人          |                                                                          | [ 5 ]    |
| 2004年   | 天地真情   | 制片人          |                                                                          | [ 5 ]    |
| 2005年   | 眼花缭乱   | 制片人          |                                                                          | [ 5 ]    |
| 2005年   | 麻辣婆媳   | 制片人          | 与谭湘江共同担任制片人，曾念平导演                                       | [ 16 ]   |
| 未播出   | 麻辣婆媳2  | 制片人          | 2007年由《麻辣婆媳》原班人马制作，未播出                                 | [ 17 ]   |
| 2007年   | 荣归       | 制片人          | 曾念平任总导演，李少红任总监制                                           | [ 18 ]   |
| 2010年   | 红楼梦     | 制片人          | 李少红任总导演                                                           | [ 19 ]   |
| 2013年   | 花开半夏   | 制片人          |                                                                          | [ 20 ]   |
| 2017年   | 卧底归来   | 制片人          |                                                                          | [ 21 ]   |
| 2020年   | 长相守     | 制片人          |                                                                          | [ 22 ]   |

### 纪录片
纪录片代表作包括《世界十大作曲家》、《莫扎特与毛泽东Ⅱ》、《图兰朵——太庙版》等。

## 个人奖项
2010年12月12日，李小婉凭借《红楼梦2010年版》获得2010国剧盛典的“2010年度最佳制片人”奖项。

## 备注
1. ↑  李小婉和李少红均在《小花》剧组担任过场记[3]